# アメリカ合衆国憲法修正第12条
アメリカ合衆国憲法修正第12条（アメリカがっしゅうこくけんぽうしゅうせいだい12じょう、英:Twelfth Amendment to the United States Constitution、あるいはAmendment XII）は、アメリカ合衆国憲法第2条第1節第3項を置き換え、大統領選挙を規定するものである。憲法の当初の条項では、選挙人団の各自が2票を大統領候補に投じ、過半数を得た者が大統領に、次点の者が副大統領になることになっていた。このやり方の欠点が1796年と1800年の大統領選挙で露呈された。修正第12条は、1803年12月9日にアメリカ合衆国議会により提案され、1804年6月15日に必要とされる数の州によって批准された。選挙人が2票を持つことは同じだが、大統領と副大統領にそれぞれ1票ずつ投票することになった。

## 当初の形式での大統領と副大統領に対する投票
アメリカ合衆国憲法第2条第1節第3項では、各選挙人が2票を投ずることになっていた。各選挙人は2票ともに選挙人と同じ州の住人に投票することはできなかった。選挙人票の過半数（50%以上）を得ることが当選者に求められた。
選挙人票の過半数を得た者が1人を超えて存在し、且つ、その得票数が同数の時は、アメリカ合衆国下院がこれらの候補者の中から選択することになっていた。もし、だれも過半数を得られなければ、下院は選挙人票の上位5人の中から選ぶこととされていた。
副大統領の選出はより単純な方法だった。大統領に次いで最高得票をした者が副大統領になった。大統領と違って副大統領は選挙人票の過半数を得る必要がなかった。多くの候補者の中で次点が2人以上いる場合、アメリカ合衆国上院がその中から1人を副大統領に選ぶことになっていた。各上院議員は1票ずつを投じた。当初の憲法のやり方では、候補者の票が同数になった場合に現職の副大統領（上院議長を兼ねる）が最後の1票を投じることができるか否かについて、規定がなかった。
1800年の大統領選挙では当初のやり方の欠陥が露呈され、もし選挙人団のそれぞれが党の公認候補に投票すれば、最も票を集めた者2人が同数になるということだった。下院では大統領を選ぶために何度も投票を重ねることになるということも示された。
さらに、副大統領は選挙人投票で大統領の対抗馬であったという状況では、2人が効果的に協力してことに当たる能力を妨げ、少なくとも理論的には（副大統領は現職大統領の排除もしくは死の場合に大統領職を継ぐことになるため）クーデターの引き金にもなりうるということが徐々に明らかになってきた。修正第12条では、大統領と副大統領を順番に別々に選ぶことで、そうでない場合に比較してこの可能性を排除することになった。

### 原文

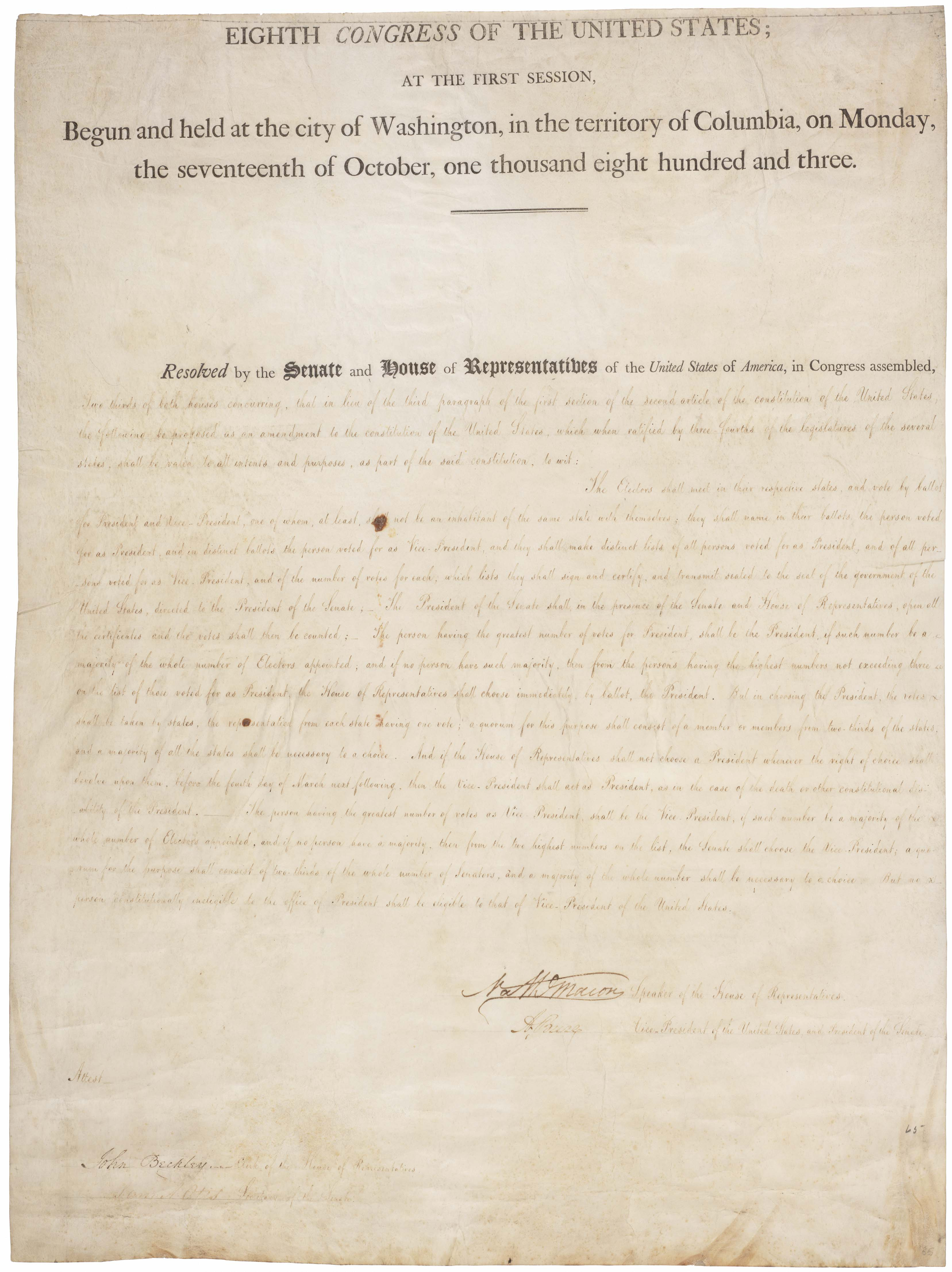
アメリカ国立公文書記録管理局に保管されているアメリカ合衆国憲法修正第12条

## 修正第12条での選挙人団

### 適用
この修正条項は1804年の大統領選挙から適用され、選挙人団の構成は変えなかった。むしろ、選挙人団が、さらに必要ならば下院が大統領を選ぶ手順を修正した。
修正第12条の下では、選挙人は大統領に2票を投じる代わりに、大統領と副大統領を区別して投票しなければならない。どの選挙人も選挙人と同じ州に住む大統領と副大統領候補者双方に投票することは許されない（住人条項）。しかし、選挙人が同じ州の一人の候補者に投票することは可能である。
修正第12条は、憲法に定める大統領として不適格な者が副大統領になることを明確に排除した。その問題は、修正第12条に定める憲法上の不適格者および修正第22条の任期制限が、以前に大統領職を務めた者あるいは大統領を代行した副大統領に適用されるかということであり、合衆国最高裁判所によって裁定が出されておらず、他の憲法修正条項の批准で規定されてもいないために、憲法上不明なままである。
大統領あるいは副大統領として選ばれる者には選挙人投票の過半数が現在も要求されている。誰も過半数に達しない場合、下院が州ごとの投票により、また憲法第2条で要求される定足数で大統領を選出する。修正第12条では当初の憲法で5人の中から選ぶとしていたものを、3人を超えない候補者から選べるようにした。
同様に上院は、もしどの候補者も選挙人投票で過半数に達しない場合、副大統領を選ぶことが出来る。その選択は選挙人投票での「上位2名」にある者に限定されている。もし多くの候補者が同点で2位となった場合、最高得票となった候補者に加えて、同点の者全てを対象にすることができる。修正第12条は、投票を行う時に州または議員の3分の2という定足数要求を導入した。さらに修正第12条は上院の「議員総数の過半数」の票が選出のために必要であると規定している。
国家指導者がいないというような行き詰まりを避けるために、修正第12条では、もし下院が3月4日（当時、大統領任期の初日）以前に大統領を選べないときは、副大統領に選ばれた者が「現職大統領の死もしくはその他の憲法上の不能の場合と同様に」大統領職を代行する。修正第12条では、副大統領がいつまで大統領を代行するか、あるいは3月4日以降に下院が大統領を選出できるかについては、述べていない。憲法修正第20条第3節は、大統領の任期開始日を1月20日に変え、また両院が行き詰まった場合に「誰が大統領職を代行すべきか」を立法によって指示することができるようにすることで、修正第12条の規定に置き換わった。

## 1804年から現在までの選挙

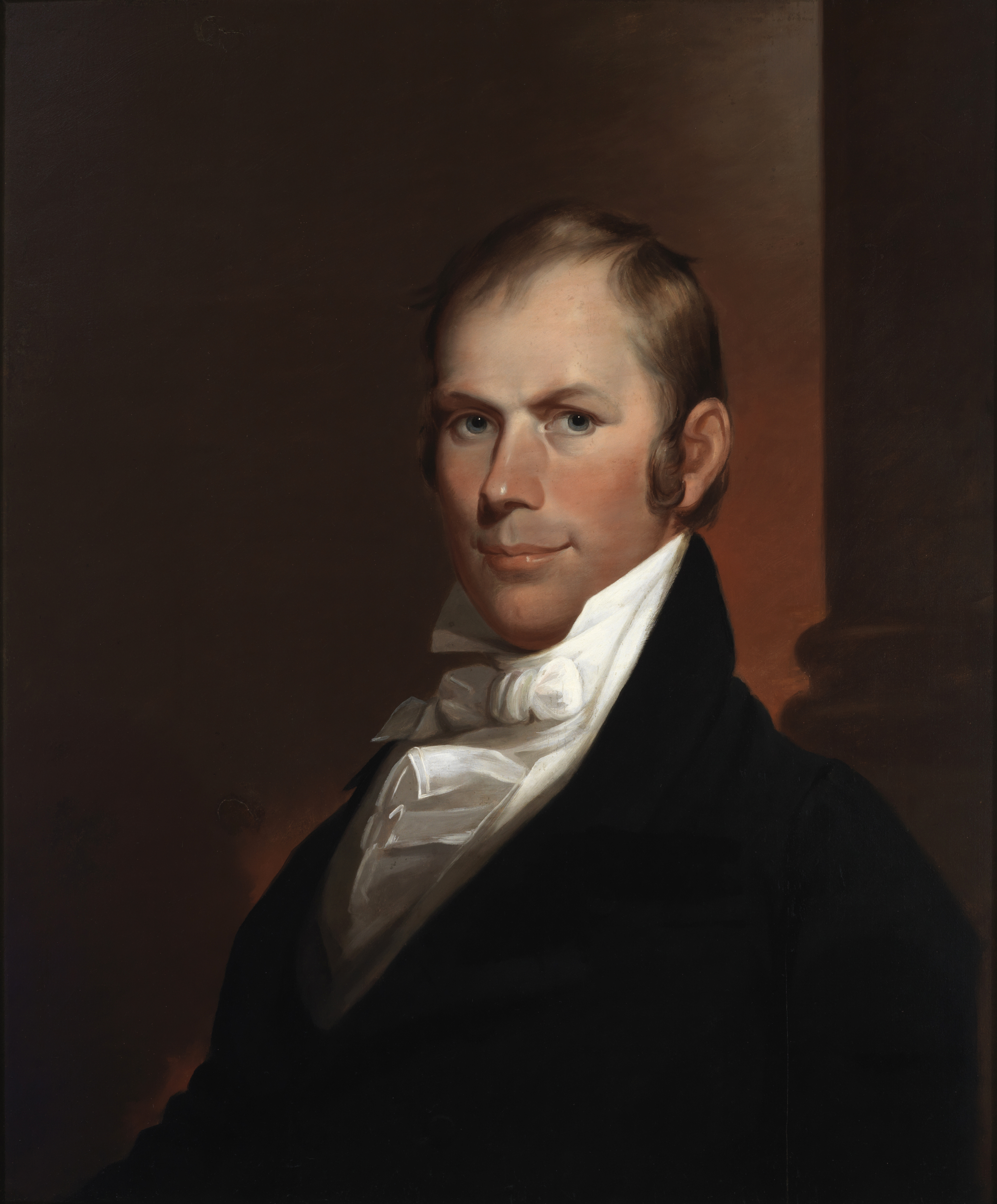
ヘンリー・クレイ。1824年の選挙で裏取引をやったと非難された。

1804年の大統領選挙以降全ての選挙は修正第12条に基づいて行われてきた。その時以降下院が大統領を選出したのは1度だけある。1824年大統領選挙で、アンドリュー・ジャクソンは選挙人票99票を獲得し、ジョン・クィンシー・アダムズ（ジョン・アダムズの息子）は84票、ウィリアム・クロウフォードは41票、ヘンリー・クレイは37票を得た。候補者全てが民主共和党員であり（候補者の間には重要な政治的違いはあった）、誰もが選出に必要な過半数の131票に届かなかった。副大統領の方は競合が少なく、ジョン・カルフーンが182票を得て即座に選ばれた。
下院は上位3人のみを対象にできたので、クレイは大統領になれなかった。クロウフォードは卒中を患った後の健康が優れず、下院で選ばれる可能性が消えた。アンドリュー・ジャクソンは一般投票でも選挙人投票でも最高得票を得ていたので、下院が自分を選んでくれるものと期待していた。しかし、下院での1回目の投票でアダムズが13州、ジャクソンが7州、クロウフォードが3州という結果になった。クレイがアダムズの大統領を後押しした。クレイは下院議長だったので、クレイの後押しは余剰効果があった。アダムズがクレイをアメリカ合衆国国務長官に指名したとき、多くの、特にジャクソンとその支持者はこの2人を「裏取引」をやったと非難した。他の者は、大統領候補者がその立場を強化するために、その副大統領後者を指名するように、これは政治における通常の連携であると理解した。さらにある歴史家は、クレイが理論的にジャクソンよりもアダムズに近く、クレイ支持者がアダムズの支持に回ったのは自然であるとも言った。
1824年の選挙後、民主共和党は民主党とその後にホイッグ党となるものに分かれた。1836年の大統領選挙では、ホイッグ党が選挙人の票を分散し民主党の候補者マーティン・ヴァン・ビューレンが過半数を取れないようにするために、異なる地域に異なる候補者を指名し、それによってホイッグ党が支配する下院での議決に持ち込もうとした。しかし、この戦略は失敗し、ヴァン・ビューレンが一般選挙でも選挙人選挙でも過半数を獲得したので、それ以降合衆国の主要政党が国政選挙で地域候補を出す戦略を採用することは無かった。
1836年の選挙では、これと同時に副大統領候補が誰も選挙人選挙で過半数を獲得できない選挙になった。民主党の副大統領候補リチャード・メンター・ジョンソンは以前の奴隷との関係ゆえにバージニア州の民主党選挙人の票を獲得できなかったことが原因だった。その結果ジョンソンは147票となり過半数に1票足りなかった。次に来るのはフランシス・グレンジャーの77票、ジョン・タイラー47票、ウィリアム・スミス23票だった。しかし、選出は上院に委ねられ、ジョンソンが33票を獲得し、グレンジャーの17票を破って当選した。
修正第12条では、大統領と副大統領が同じ州から選ばれることを排除していないが、住人条項に対してやや難しくなっている。現代の選挙では副大統領候補が異なるタイプの有権者に訴えるためにしばしば選ばれている。この問題は2000年の選挙でジョージ・W・ブッシュ（副大統領候補はディック・チェイニー）とアル・ゴア（副大統領候補はジョー・リーバーマン）との間で争われた時に起こった。チェイニーとブッシュはどちらもテキサス州住民であり、テキサス州の選挙人が双方に投票することは修正第12条に違背するものだと主張された。ブッシュはテキサス州知事だったのでその住所は問題が無かった。チェイニーとその妻はハリバートンの社長の役割を果たすために5年前にダラスに引っ越した。チェイニーはワイオミングで育ち、合衆国議会はワイオミング州の代表だった。選挙の数ヶ月前、チェイニーは有権者登録と自動車免許をワイオミング州に移し、ダラスの自宅を売りに出した。3人のテキサス州選挙人がダラスの連邦裁判所にこの選挙の異議申し立てを行い、続いて第5巡回控訴裁判所に控訴したが、そこで却下された。

## 提案と批准
アメリカ合衆国議会は修正第12条を1803年12月9日に提案した。続いて次の州が批准した。
1. ノースカロライナ州 (1803年12月21日)
2. メリーランド州 (1803年12月24日)
3. ケンタッキー州 (1803年12月27日)
4. オハイオ州 (1803年12月30日)
5. ペンシルベニア州 (1804年1月5日)
6. バーモント州 (1804年1月30日)
7. バージニア州 (1804年2月3日)
8. ニューヨーク州 (1804年2月10日)
9. ニュージャージー州 (1804年2月22日)
10. ロードアイランド州 (1804年3月12日)
11. サウスカロライナ州 (1804年5月15日)
12. ジョージア州 (1804年5月19日)
13. ニューハンプシャー州 (1804年6月15日)

批准は1804年6月15日に完了した。この修正条項は後に次の州によって批准された。
1. テネシー州 (1804年7月27日)

さらに、次の州は修正条項を拒否した。
1. デラウェア州 (1804年1月18日)
2. マサチューセッツ州 (1804年2月3日)
3. コネチカット州 (1804年5月10日)